# مارتا اگرت
مارتا اِگِرت (مجاری: Marta Eggerth؛ ‏ ۱۷ آوریل ۱۹۱۲ – ۲۶ دسامبر ۲۰۱۳) یک بازیگر و خواننده اهل مجارستان بود.
از فیلم‌های او می‌توان به قلبم تو را می‌خواند، کاستا دیوا، شراره آسمانی و قلبم ندا می‌دهد اشاره کرد.